# Temachia opulenta
Temachia opulenta är en mossdjursart som beskrevs av Jullien 1882. Temachia opulenta ingår i släktet Temachia och familjen Romancheinidae. Inga underarter finns listade i Catalogue of Life.